# Mads Fenger
Mads Fenger Nielsen (Aarhus, 10 september 1990) is een Deens voetballer die doorgaans als verdediger speelt. Van 2008 tot 2017 voetbalde hij voor Randers FC in de SAS Ligaen. In 2017 ging hij voor Hammarby IF spelen, dat in de Zweedse Allsvenskan-competitie uitkomt. Met zijn club won hij in 2021 de Svenska Cupen.

## Interlandcarrière
Fenger nam met het Deens voetbalelftal onder 21 deel aan de EK-eindronde 2011 in eigen land, waar de ploeg van bondscoach Keld Bordinggaard werd uitgeschakeld in de eerste ronde.